# Z4
Z4 var Konrad Zuses fjärde datormodell och i grunden en Z3 fast med större ordlängd (32 bitar istället för 22) och den äldsta bevarade programmerbara datorn.:1028. Den konstruerades och tillverkades av den tidiga datavetaren Konrad Zuses företag Zuse Apparatebau, för en beställning som lades av Henschel & Son, 1942. Datorn var så gott som färdig då den på grund av de kontinuerliga flygräderna mot Berlin flyttades till Göttingen i april 1945. Efter bara några veckor blev den dock flyttad till Bayern där Zuse gömde den i källaren till ett hus i småstaden Hinterstein. Den levererades inte före Nazitysklands nederlag, 1945, utan arbetet på Z4 låg nere till 1950 då den färdigställdes, förbättrades och flyttades till Zürich där den användes vid ETH Zürich från 1950 till 1955,:14 och fungerade som inspiration för konstruktionen av ERMETH,: 1009  den första schweiziska datorn, skapad under ledning av ETH-ingenjören Ambros Speiser.:1087 Liksom den tidigare Z2 bestod Z4 av en kombination av mekaniskt minne och elektromekanisk logik.

## Konstruktion

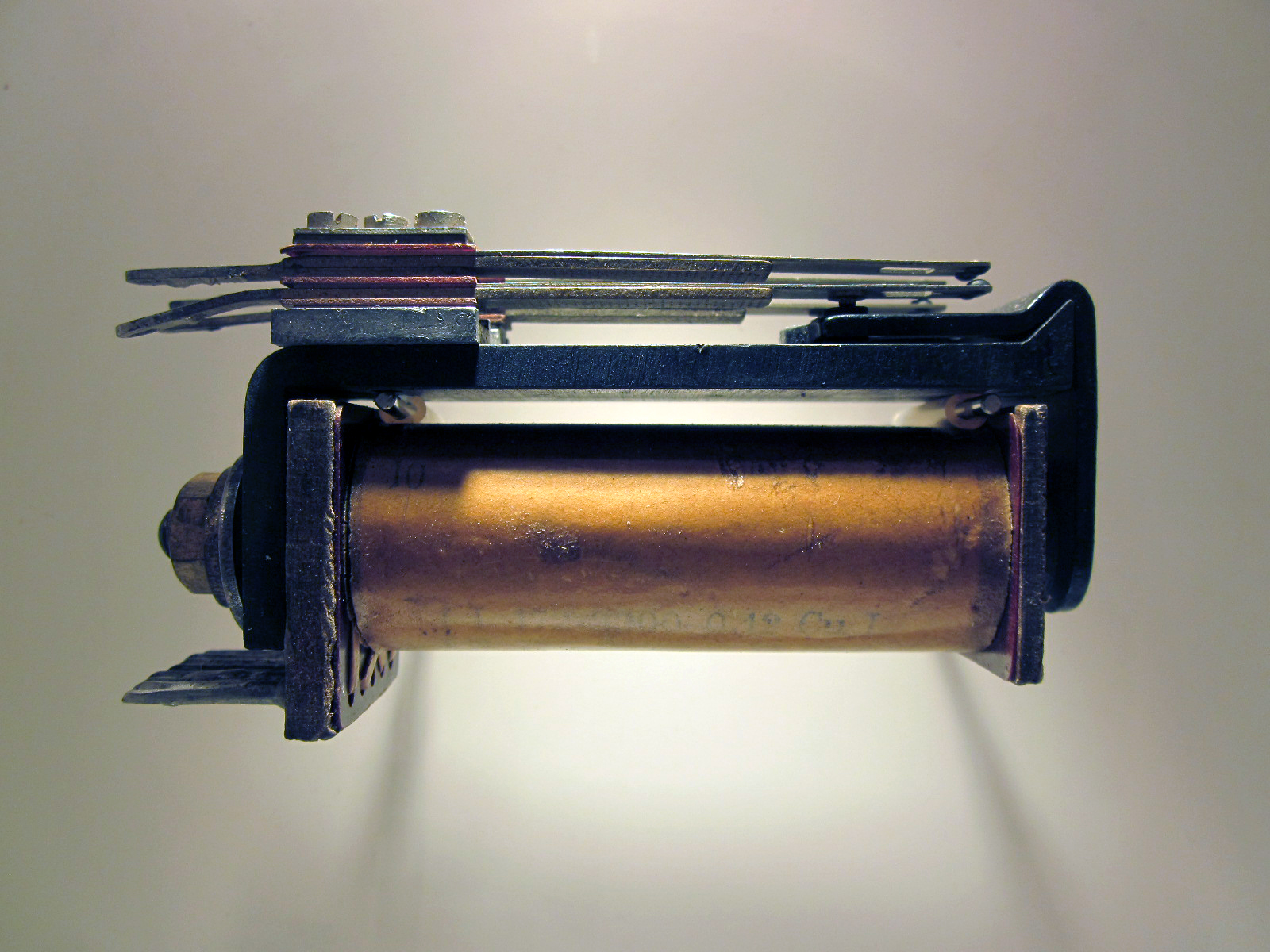
Elektromagnetiskt relä av Z4

Z4 var mycket lik Z3 i dess konstruktion men förbättrades avsevärt i ett antal avseenden. Minnet bestod av 32-bitars istället för 22-bitars flyttalsord. Programkonstruktionsenheten (Planfertigungsteil) stansade programbanden, vilket gjorde programmering och korrigering av program för maskinen mycket lättare genom att använda symboliska operationer och minnesceller. Siffror matades in och matades ut som decimala flyttal även om den interna bearbetningen var binär. Maskinen hade en stor repertoar av instruktioner som kvadratrot, MAX, MIN och sinus. Villkorliga tester inkluderade tester för oändlighet. När den levererades till ETH Zürich 1950 hade maskinen en villkorlig filial tillfogad och kunde skriva ut på en Mercedesskrivmaskin. Det fanns två programband där det andra kunde användas för att hålla en subrutin. (Ursprungligen var sex planerade.)
År 1944 arbetade Zuse på Z4 med omkring två dussin personer, bland andra Wilfried de Beauclair. Några ingenjörer som arbetade på OKW:s telekommunikationsanläggning arbetade också för Zuse som en sekundär sysselsättning. Också 1944 omvandlade Zuse sitt företag till Zuse KG (Kommanditgesellschaft, det vill säga ett kommanditbolag) och planerade att tillverka 300 datorer. På så sätt kunde han också begära ytterligare personal och forskare som entreprenör i Emergency Fighter Program. Zuses företag samarbetade också med Alwin Walthers institut för tillämpad matematik vid Technische Universität Darmstadt.
För att förhindra att den hamnade i Sovjetunionens händer evakuerades Z4 från Berlin i februari 1945 och transporterades till Göttingen. Z4 färdigställdes i Göttingen i en anläggning tillhörande Aerodynamische Versuchsanstalt (AVA, Aerodynamisk Forskningsinstitut), som leddes av Albert Betz. Men när den presenterades för forskare från AVA kunde bruset från den närmande fronten redan höras, så datorn transporterades med en lastbil från Wehrmacht till Hinterstein i Bad Hindelang i södra Bayern, där Konrad Zuse träffade Wernher von Braun.
År 1947 hade det blivit möjligt att skriva in konstanter med den stansade hålremsan.

## Användning efter andra världskriget
År 1949 besökte den schweiziske matematikern Eduard Stiefel, efter att ha kommit tillbaka från en vistelse i USA där han inspekterade amerikanska datorer, Zuse och Z4. När han formulerade en differentialekvation som ett test, programmerade Zuse omedelbart Z4:an för att lösa den. Stiefel bestämde sig för att skaffa datorn till sitt nygrundade Institute for Applied Mathematics vid ETH Zürich. Den levererades till ETH Zürich 1950.
År 1954 försökte Wolfgang Haack att skaffa Z4 för Technische Universität Berlin, men den överfördes istället till Institut Franco-Allemand des Recherches de St. Louis (ISL, Fransk-Tyska forskningsinstitutet) i Frankrike, där den var i bruk fram till 1959, under dess tekniska chef Hubert Schardin. Idag visas Z4 i Deutsches Museum, München. Z4:an inspirerade ETH att bygga sin egen dator (främst av Ambros Speiser och Eduard Stiefel), som kallades ERMETH, en akronym för tyska: Elektronische Rechenmaschine ETH ("Electronic Computing Machine ETH").:1009  
Åren 1950/1951 var Z4 den enda fungerande digitala datorn i Centraleuropa, och den andra digitala datorn i världen som såldes eller lånades ut,:981. Den kom före Ferranti Mark 1 med fem månader och UNIVAC I med tio månader, men blev i sin tur slagen av BINAC (även om den aldrig arbetade på kundens plats). Andra datorer, alla numrerade med ett ledande Z, byggdes av Zuse och hans företag. Anmärkningsvärda är Z11, som såldes till optikindustrin och till universitet, och Z22.
År 1955 såldes Z4:an till det fransk-tyska forskningsinstitutet Saint-Louis (Institut franco-allemand de recherches de Saint-Louis) i Saint-Louis, nära Basel, och överfördes 1960 till Deutsches Museum i München.
Z4 användes för beräkningar för arbete på Grande Dixencedammen 1950.:1081 

## Specifikationer
- Frekvens: (ca) 40 Hz
- Genomsnittlig beräkningshastighet: 400 ms för en addition, 3 sekunder för en multiplikation. Ungefär 1 000 flyttalsaritmetiska operationer i genomsnitt per timme.
- Programmering: hål i 35 mm hålremsor, stansade på en programmeringsmaskin
- Inmatning: Decimaltal med flyttal, hålremsor
- Utdata: Decimal flyttal, hålremsor eller Mercedesskrivmaskin
- Ordlängd: 32 bitar flyttal
- Element: (ca) 2 500 reläer, 21 stegvisa reläer
- Minne: Mekaniskt minne från Z1 och Z2C (64 ord, 32 bitar)[21]
- Effektförbrukning: (ca) 4 kW